# Peralejo
Peralejo es una localidad española del municipio de El Escorial, en la Comunidad de Madrid.

## Geografía
Es pedanía junto con Navalquejigo del municipio de El Escorial, perteneciente a la provincia de Madrid y a la Comunidad de Madrid. Está ubicada en la sierra de Guadarrama.

## Historia
En su entorno se encuentran canteras de granito que sirvieron, entre otras, para construir el Monasterio de San Lorenzo de El Escorial. Dice la tradición que del granito de Peralejo salieron seis reyes y un santo, por las seis estatuas grandiosas de reyes, talladas por Juan Bautista Monegro, que flanquean la entrada a la basílica del Monasterio en el Patio de los Reyes y la de San Lorenzo, situada en una hornacina en la puerta principal de entrada al monasterio.
A mediados del siglo XIX, la villa, por entonces con ayuntamiento propio, tenía contabilizada una población de 37 habitantes. Aparece descrita en el decimosegundo volumen del Diccionario geográfico-estadístico-histórico de España y sus posesiones de Ultramar de Pascual Madoz de la siguiente manera:

PERALEJO: v. con ayunt. de la prov., y aud. terr. de Madrid (7. leg.), part. jud. de Navalcarnero (5). c. g. de Castilla la Nueva, dióc. de Toledo (12). sit. en terreno pedregoso, la combaten los vientos NE. y O. El clima es mediano; y sus enfermedades mas comunes tercianas y cuartanas. Tiene 20 casas de inferior construccion, inclusa la del ayunt., cárcel, 2 fuentes de buenas aguas, y una igl. parr. (San Matias), con curato de entrada y provision ordinaria; el cementerio está en parage que no ofende la salud pública. Confina el térm. N. el Escorial; E. Valdemorillo; S. Navalagamella y Fresnedillas, y O. Zarzalejo y Robledo de Chavela; se estiende una leg. poco mas ó menos en todas direcciones, y comprende una casa bastante destruida llamada del Guarda de los reales bosques; una gran laguna, titulada del Rejo; un monte muy elevado, con el nombre de Machata, y varios prados que circundan la pobl.; la atraviesa pasando por el lado O. de la v. un pequeño arroyo. El terreno es de inferior calidad. caminos, los que dirigen á los pueblos limítrofes, y la antigua calzada del Escorial todos en mal estado. El correo se recibe en el Escorial, por los mismos interesados. prod.: cereales, en corta cantidad, pastos, y leñas; mantiene ganado lanar y vacuno; cria caza de liebres, muchos conejos, perdices, otras aves, y bastantes lobos; y en la laguna, tencas de tres libras. ind.: la agricola, carboneo, y portear con sus carretas, leñas para la corte. pobl.: 14 vec., 37 alm. cap. prod.: 272,567. imp.: 11,407. contr.: segun el cálculo general y oficial de la prov. 9'65 por 100. El presupuesto municipal asciende á 1,000 rs. que se cubren con los productos de propios y reparto vecinal.
(Madoz, 1849, p. 800)

El municipio de Peralejo desapareció hacia 1896, al ser incorporado al de El Escorial. En 1987 se abrió el Centro de Naturaleza Cañada Real, que permite observar, principalmente, el hábitat vegetal y animal de la Sierra del Guadarrama como lobos, burros, capras hispánicas, jabalíes o buitres. También sirve de centro para recuperación de fauna salvaje. Este centro fue cerrado en 2020. La localidad tenía en 2008 una población de 192 habitantes.

## Economía
Su economía se basa principalmente en los servicios, aprovechando las riquezas naturales que posee y las segundas residencias establecidas en el área. Es de destacar la gran concentración de restaurantes en su término, que atraen a gran número de personas los fines de semana y sobre todo en épocas propicias para degustar los productos naturales típicos de la zona, como setas, lupios, corujas y conejo.

## Patrimonio
En la localidad hay una iglesia bajo la advocación de San Matías. Fue construida probablemente en el siglo XVII, y se llama así en honor del patrón de la localidad. Está construida con piedra de granito. Es de una sola nave. Fue restaurada en 2007 y en ella suelen anidar cigüeñas. También hay una picota de granito en la localidad.